# Liduina din Schiedam
Liduina van Schiedam, cunoscută și ca Liduïna, Sfânta Liduina, Lidwina sau Liedewij, (Schiedam, 18 martie 1380 – 14 aprilie 1433) este o sfântă catolică, patroana bolnavilor cronici și una dintre cele mai cunoscute sfinte olandeze. Sfințenia ei a fost confirmată în 1890 de Papa Leon al XIII-lea.

## Hagiografie
Liduina s-a născut în Duminica Floriilor și a crescut într-o familie cu opt frați. La vârsta de 12 ani, a fost cerută în căsătorie, dar a refuzat hotărât această ofertă deoarece dorea să-și dedice viața lui Dumnezeu.
La vârsta de 15 ani, a mers împreună cu prietenele ei să patineze pe Maas, înghețată. A căzut și și-a fracturat o coastă, după care a suferit de gangrenă. A rămas paralizată și imobilizată la pat pentru restul vieții. Când, după câțiva ani, a fost din nou nemulțumită de suferința ei, confesorul său, Jan Pot, i-a recomandat să contemple Pasiunea lui Isus. Când aceasta nu i-a adus alinare, a renunțat. După ce îndrumătorul ei spiritual a încurajat-o, a încercat din nou și de această dată a găsit atâta satisfacție încât nu ar fi schimbat suferința ei pentru o rugăciune Ave Maria.
Prin această atitudine, a impresionat profund numeroșii vizitatori pe care i-a primit și, în special, bolnavii cronici pentru care a fost o mare consolare. Mulți au plecat de la ea încurajați. Suferința ei a fost un exemplu de suferință eroică în dragostea lui Dumnezeu față de oameni. Se spune că a trăit doar cu Sfânta Ostie (abstinență alimentară). Primele descrieri ale vieții Liduinei nu menționează stigmatele, însă hagiografii ulteriori o fac.
Liduina a avut viziuni în care, împreună cu îngerul ei păzitor, a vizitat Roma, Țara Sfântă, raiul, iadul și purgatoriu. În timpul unei călătorii în paradis, a văzut un trandafir. Îngerul ei păzitor i-a dat o ramură și i-a spus că nu va muri până când toate trandafirii nu vor înflori. După treizeci și opt de ani de suferință, viața ei a ajuns la sfârșit. În ultima sa viziune, a văzut un trandafir înflorit și a murit cu o strălucire rozalie pe față, ca și cum ceva din ea încă trăia.

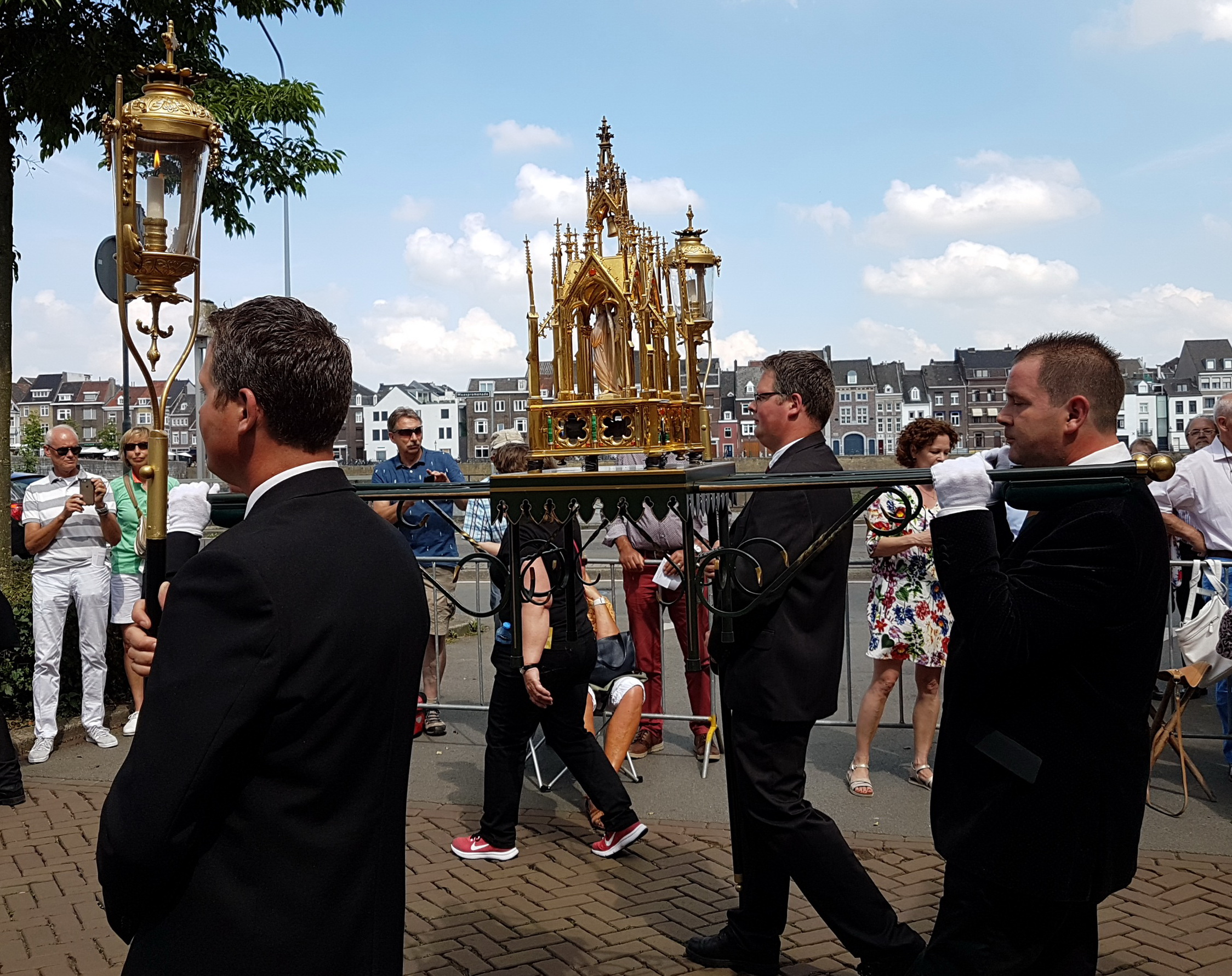
Relicvarul Sfintei Liduina la Procesiunea relicvelor de la Maastricht în 2018

Pe 17 aprilie 1433, Liduina a fost înmormântată în cimitirul Sf. Janskerk din Schiedam. Sicriul nu a fost pus în pământ și nici acoperit cu pământ, ci a fost așezat pe grinzi de lemn care traversau fundul mormântului. Liduina a cerut în mod expres ca trupul ei să nu intre în contact cu pământul, deoarece ea însăși nu a călcat pe pământ o lungă perioadă. La locul ei de deces a fost construită o capelă.
Viața ei este descrisă în Viața Liduinei, conform unor surse de Jan Gerlachsz, un membru al familiei Liduinei. Thomas a Kempis (1380-1471) i-a descris viața în Vita Lidewigis. De asemenea, predicatorul din secolul al XV-lea Johannes Brugman ('Vorbitor ca Brugman') (1400-1473) a scris o hagiografie despre ea.
De la moartea ei, mormântul Liduinei a devenit un loc de pelerinaj.

## Venerare
După Evul Mediu faima Liduinei s-a stins, dar în 1890, Vaticanul a revigorat venerarea ei. La 14 martie 1890 papa Leon al XIII-lea a emis un decret în care a confirmat concluziile unei investigații de către Congregația pentru Riturile Sacre privind venerarea Liduinei și le-a declarat valabile și recunoscute. Congregația a concluzionat că Liduina era venerată ca sfântă de peste 100 de ani în 1634, ceea ce o includea printre excepțiile menționate în decretul lui Papa Urban al VIII-lea (1634). Decretele papale ale lui Urban al VIII-lea și Leon al XIII-lea implică faptul că Liduina este, în sens canonic, o sfântă deplină. În 1890 Liduina nu a fost canonizată oficial, ci sfințenia ei, existentă de secole, a fost recunoscută.
Toate diecezele olandeze au fost obligate de atunci să celebreze ziua de sărbătoare a Liduinei. În 1925 relicvele ei au fost mutate în mănăstirea sfântă Liduina și în biserica de pelerinaj din Schiedam. Biserica este acum cunoscută sub numele de Bazilica Sf. Liduina și Maica Domnului a Rozariului. În această biserică, rămășițele Sfintei Liduina sunt păstrate într-un sarcofag de marmură albă.
La Schiedam există și o statuie a Liduinei, realizată în 1930 de sculptorul Jan Wils.

## Interpretări alternative
În 1979, neurologul R. Medaer din Weert a sugerat că Liduina de Schiedam a fost una dintre primele persoane la care ar putea fi diagnosticată boala scleroză multiplă.
Psihiatrul Pieter J. Stolk din Delft sugerează în "De maagd van Schiedam" (1980) că simptomele bolii Liduinei, așa cum au fost transmise din Evul Mediu, erau rezultatul imobilității sale prelungite, lipsei de lumină și alimentației nesănătoase. Statul prelungit la pat a provocat răni de decubit cu larve și infecții. Gândurile și viziunile ei erau legate de împlinirea dorințelor. Liduina se identifica cu Maria, mama blândă pe care o pierduse. Refuza hrana dar visa la banchete cerești, nu dorea să se căsătorească dar se vedea încununată ca 'Mireasa lui Hristos'. Era foarte milostivă, dar vedea și oameni din jurul ei arzând în iad. Acest lucru îi conferă multă putere în comunitate. Pe măsură ce îmbătrânea, viziunile ei deveneau tot mai puțin productive. A murit singură și părăsită.

## Denumiri
Numele Liduinei trăiește în diverse instituții și clădiri din Schiedam, inclusiv în bazilica Liduina. Din 2002, Fundația Intorno Ensemble organizează o dată la doi ani un teatru muzical într-una dintre bisericile din Schiedam despre viața 'sfântului orașului'.
În satul Kelpen-Oler din Limburg există o biserică numită după ea. De asemenea, atelierul protejat din Mol, Belgia, este numit după Liduina. Comuna Bonheiden are o biserică Sf. Ludwina; și Hillegersberg are o biserică Sf. Liduina.
Mai multe școli din Țările de Jos poartă numele ei.

## Influență
În istoria misticii (feminine) și a stigmatizărilor, hagiografia Liduinei a fost un exemplu important. Astfel, mistica germană Anna Katharina Emmerich (1774-1824) a fost clar inspirată de Liduina de Schiedam. Profesorul Titus Brandsma, specialist în mistică, care a studiat fenomenul în perioada interbelică, a descris-o pe olandeza Janske Gorissen (1906-1960) ca pe o 'nouă Liduina' și a tras o paralelă cu germana Therese Neumann (1898-1962). Titus Brandsma a considerat că Janske Gorissen era o combinație între Liduina de Schiedam și fericita italiană Gemma Galgani (1878-1903), pentru care era în curs un proces de canonizare. Aceste femei cunoșteau toate exemplele care le-au precedat și au copiat ceea ce părea să funcționeze. De-a lungul secolelor, prin copiere și standardizare, s-a format o familie mondială de mistici/stigmatizați feminini.

## Imagini

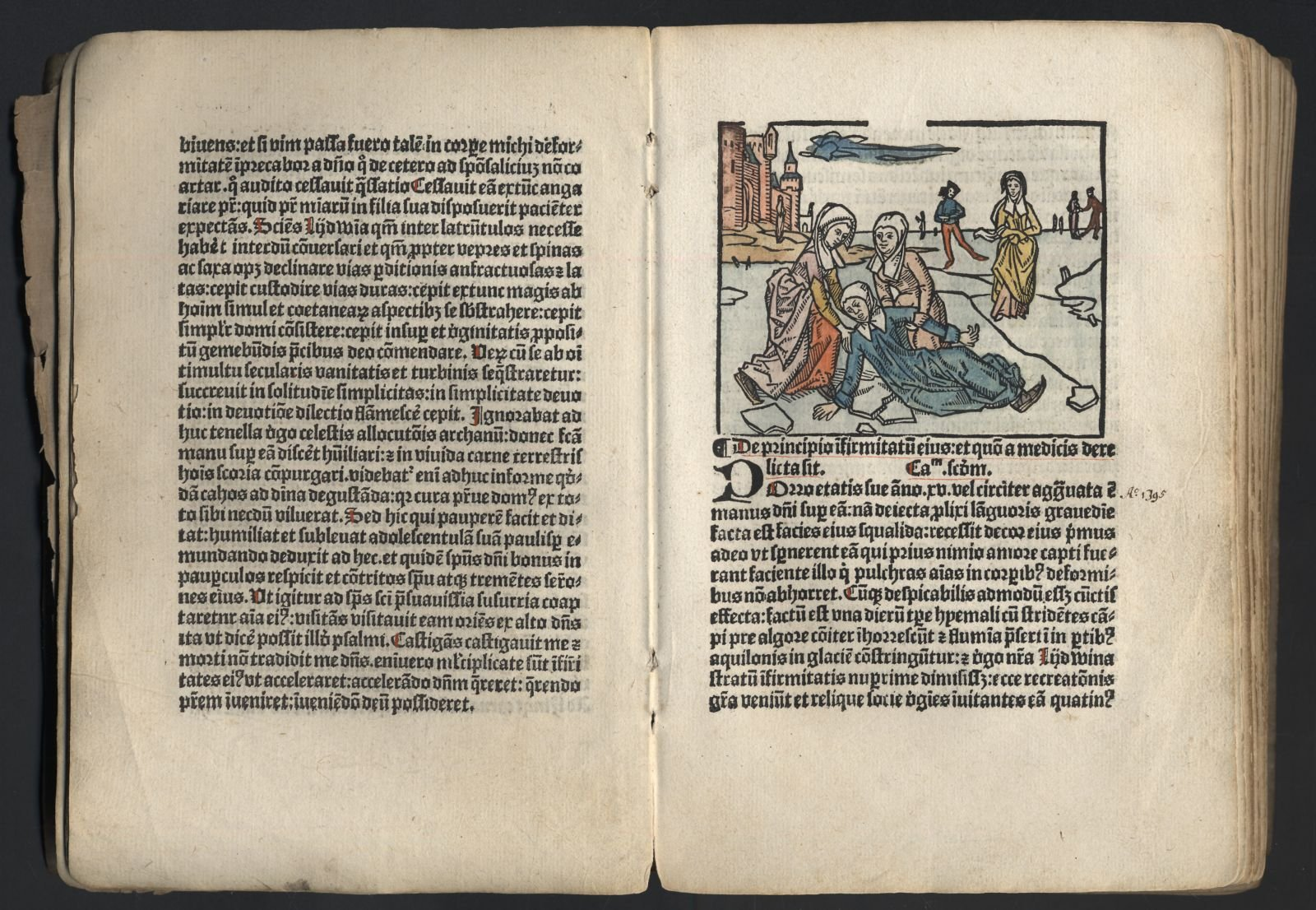
Cartea lui Johannes Brugman, tipărită în 1498 la Schiedam
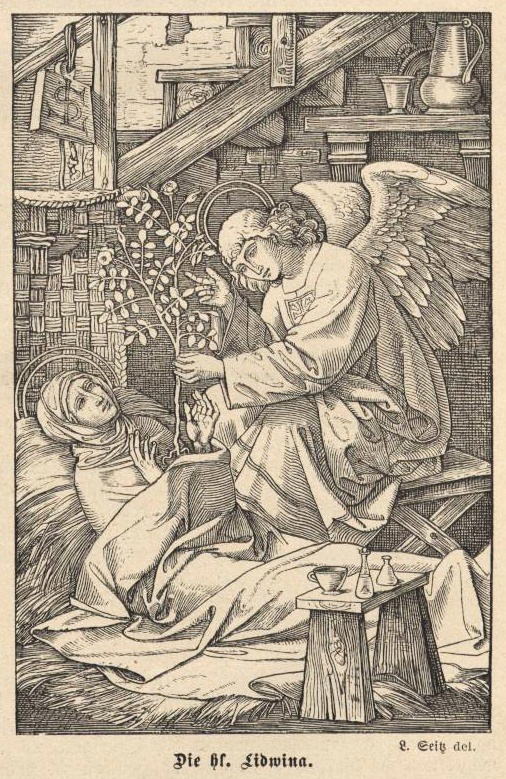
Gravură din 1890: Un înger o vizitează pe Sfânta Liduina
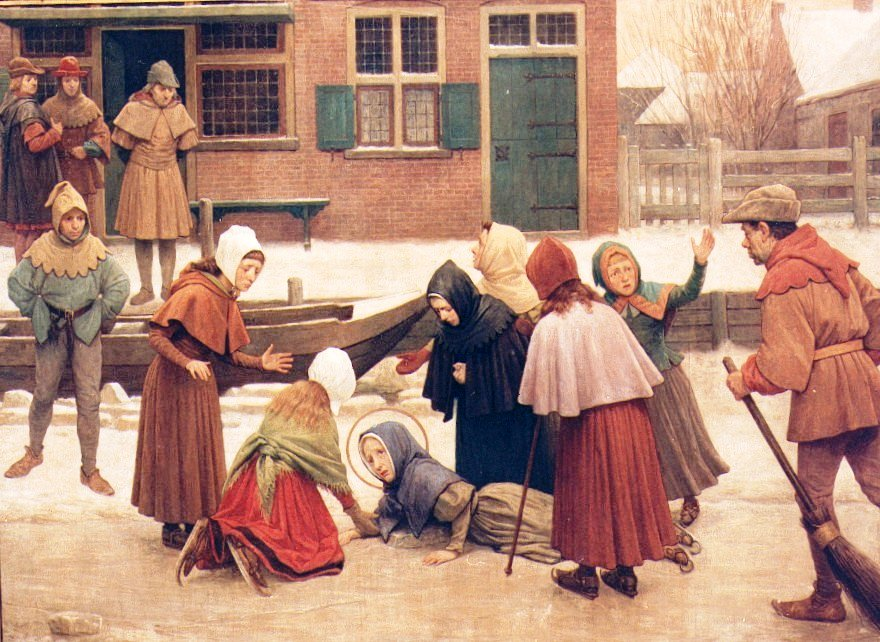
Căderea Liduinei pe gheață
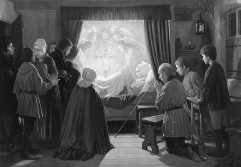
Pictură de Jan Dunselman din 1890: Liduina pe patul de suferință
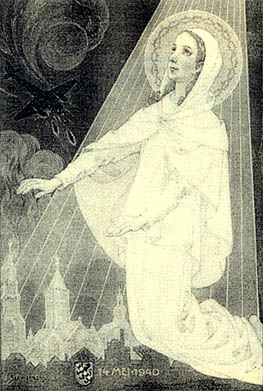
Poster din 1940: Sfânta Liduina protejează bisericile de bombardiere